# Rodger Ward

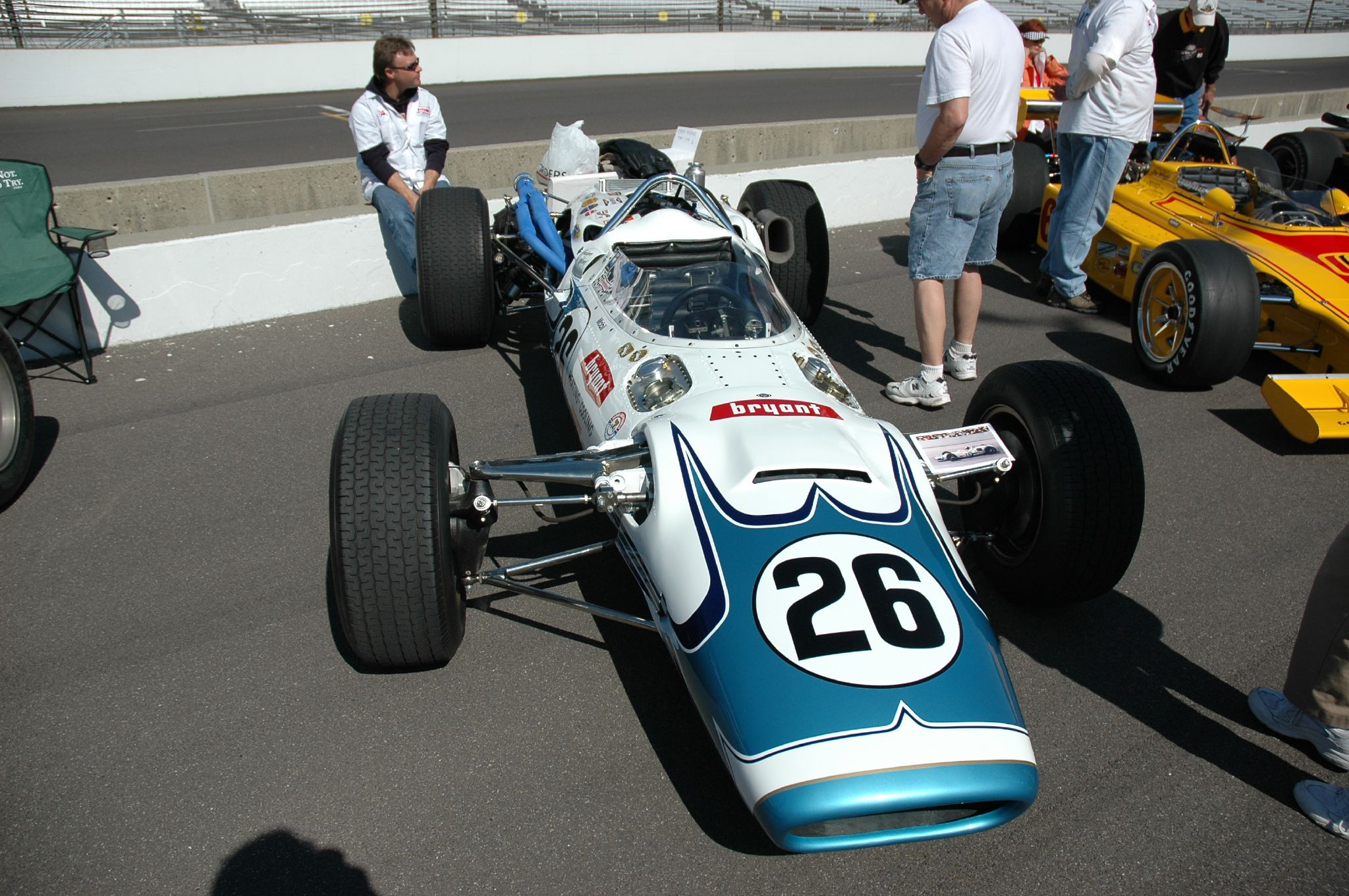
Lola Rodgera Warda z Indianapolis 500 1966

Rodger Ward (ur. 10 stycznia 1921 w Beloit (Kansas), zm. 5 lipca 2004 w Anaheim) – amerykański kierowca wyścigowy. W latach 1959 oraz 1962 wygrał zawody Indianapolis 500 oraz USAC National Championship.

## Życiorys
Jego ojciec był właścicielem złomowiska w Los Angeles. Rodger Ward w wieku 14 lat zbudował hot rod na bazie Forda. Podczas II wojny światowej był pilotem samolotu P-38 Lightning, rozważając nawet bycie zawodowym pilotem. Rozpoczął latanie B-17 Flying Fortress, a następnie został instruktorem. Po wojnie stacjonował w Wichita Falls, gdzie wybudowano tor do wyścigów typu dirt track.
W 1946 roku, po zwolnieniu z wojska, rozpoczął ściganie się w zawodach typu midget car racing (tj. "wyścigach mikrusów"). Jednakże w tamtym roku szło mu słabo, ale wyniki z czasem poprawiały się. W roku 1948 wygrał jeden wyścig (Grand Prix San Diego), a w 1949 na Offenhauserze wygrał ich kilka.
W 1950 roku przełamał długą passę Offenhausera w tych wyścigach, wygrywając 10 sierpnia Fordem konstrukcji Vika Edelbrocka zawody na Gilmore Stadium. Silnik tego pojazdu był jednym z pierwszych, który napędzał nitrometan. Ward wygrał również kolejne zawody, odbywające się na Orange Show Stadium. W 1959 roku Ward wziął udział w zawodach Formuły Libre na torze Lime Rock Park. Jego "mikrus" okazał się lepszy od wielu droższych i mocniejszych samochodów.
W 1951 roku wygrał mistrzostwa serii AAA. W tym samym roku zadebiutował w zawodach Indianapolis 500. Jednakże w wyścigu przejechał zaledwie 34 okrążenia. Pierwszy raz ukończył pełny dystans tego wyścigu dopiero w 1956 roku, zajmując ósmą pozycję.
W 1959 roku wygrał Indy 500 w zespole, którego szefem był Bob Wilke, a mechanikiem A.J. Watson. W tym samym roku wygrał również mistrzostwa serii USAC.
W Indianapolis 500 1960 był przez 58 okrążeń, ale na 3 okrążenia przed metą wyprzedził go Jim Rathmann.
W 1962 roku ponownie wygrał Indianapolis 500 oraz serię USAC.
Ostatni raz w zawodach Indianapolis 500 wziął udział w 1966 roku.
Zmarł w roku 2004.

## Nagrody
- 1992 - wpis do International Motorsports Hall of Fame
- 1995 - wpis do Motorsports Hall of Fame of America
- 1995 - wpis do National Midget Auto Racing Hall of Fame[3]
- 2003 - wpis do West Coast Stock Car Hall of Fame
- wpis do Auto Racing Hall of Fame[3]

## Starty w Indianapolis 500
| Rok  | Nr | Kwalifikacje | Wynik | Okr. | Lider | Uwagi                                   |
| ---- | -- | ------------ | ----- | ---- | ----- | --------------------------------------- |
| 1951 | 48 | 25           | 27    | 34   | 0     | przewód olejowy                         |
| 1952 | 34 | 22           | 23    | 130  | 0     | ciśnienie oleju                         |
| 1953 | 92 | 10           | 16    | 177  | 0     | oś                                      |
| 1954 | 12 | 16           | 22    | 172  | 0     | silnik współdzielony z Eddiem Johnsonem |
| 1955 | 27 | 30           | 28    | 53   | 0     | wypadek                                 |
| 1956 | 19 | 15           | 8     | 200  | 0     |                                         |
| 1957 | 8  | 27           | 30    | 24   | 0     | sprężarka                               |
| 1958 | 8  | 11           | 20    | 83   | 0     | pompa paliwa                            |
| 1959 | 5  | 6            | 1     | 200  | 130   |                                         |
| 1960 | 1  | 3            | 2     | 200  | 58    |                                         |
| 1961 | 2  | 4            | 3     | 200  | 7     |                                         |
| 1962 | 3  | 2            | 1     | 200  | 66    |                                         |
| 1963 | 1  | 4            | 4     | 200  | 0     |                                         |
| 1964 | 2  | 3            | 1     | 200  | 0     |                                         |
| 1966 | 26 | 13           | 15    | 74   | 0     | układ kierowniczy                       |

## Wyniki w Formule 1
| Legenda oznaczeń w tabelach wyników Wyświetl szablon na nowej stronie | Legenda oznaczeń w tabelach wyników Wyświetl szablon na nowej stronie                                                                     |
| Oznaczenie                                                            | Wyjaśnienie |
| --------------------------------------------------------------------- | --- |
| Złoty                                                                 | Zwycięzca lub mistrzostwo |
| Srebrny                                                               | 2. miejsce lub wicemistrzostwo |
| Brązowy                                                               | 3. miejsce lub II wicemistrzostwo |
| Zielony                                                               | Ukończył, punktował (w klasyfikacji generalnej, gdy zdobył co najmniej jeden punkt na przestrzeni sezonu, poza trzema powyższymi opcjami) |
| Niebieski                                                             | Ukończył, nie punktował (w klasyfikacji generalnej, gdy nie zdobył co najmniej jednego punktu na przestrzeni sezonu)                      |
| Czerwony                                                              | Nie zakwalifikował się (NZ) |
| Czerwony                                                              | Nie prekwalifikował się (NPK) |
| Różowy                                                                | Nie ukończył (NU) |
| Różowy                                                                | Niesklasyfikowany (NS) (w klasyfikacji generalnej, gdy nie został sklasyfikowany w żadnym wyścigu sezonu)                                 |
| Czarny                                                                | Zdyskwalifikowany (DK) |
| Czarny                                                                | Wykluczony (WYK/EX) |
| Biały                                                                 | Nie wystartował (NW) |
| Biały                                                                 | Kontuzjowany (K/INJ) |
| Biały                                                                 | Wyścig odwołany (OD/C) |
| Bez koloru                                                            | Został wycofany (WYC/WD) |
| Bez koloru                                                            | Nie przybył (NP/DNA) |
| Bez koloru                                                            | Nie brał udziału w treningach (NT/DNP) |
| Bez koloru                                                            | Nie został zgłoszony (–) |
| Pogrubienie                                                           | Start z pole position |
| Kursywa                                                               | Najszybsze okrążenie wyścigu |
| †                                                                     | Nie ukończył, ale jego rezultat został zaliczony ze względu na przejechanie więcej niż 90% dystansu wyścigu.                              |
| *                                                                     | Sezon w trakcie |
| 1/2/3                                                                 | Punktowana pozycja w sprincie kwalifikacyjnym                                                                                             |
| Lista systemów punktacji Formuły 1                                    | |

| Rok  | Zespół                  | Samochód            | Silnik         | 1   | 2       | 3      | 4      | 5   | 6   | 7   | 8      | 9      | 10  | 11  | Msc. | Pkt. |
| ---- | ----------------------- | ------------------- | -------------- | --- | ------- | ------ | ------ | --- | --- | --- | ------ | ------ | --- | --- | ---- | ---- |
| 1951 | L & B Bromme            | Bromme              | Offenhauser R4 | CHE | 500 NU  | BEL    | FRA    | GBR | DEU | ITA | ESP    |        |     |     | –    | 0    |
| 1952 | Federal Auto Associates | Kurtis Kraft 4000   | Offenhauser R4 | CHE | 500 NU  | BEL    | FRA    | GBR | DEU | NLD | ITA    |        |     |     | –    | 0    |
| 1953 | M.A. Walker             | Kurtis Kraft        | Offenhauser R4 | ARG | 500 NU  | NLD    | BEL    | FRA | GBR | DEU | CHE    | ITA    |     |     | –    | 0    |
| 1954 | R.N. Sabourin           | Pawl                | Offenhauser R4 | ARG | 500 NU* | BEL    | FRA    | GBR | DEU | CHE | ITA    | ESP    |     |     | –    | 0    |
| 1955 | E.R. Casale             | Kuzma               | Offenhauser R4 | ARG | MCO     | 500 NU | BEL    | NLD | GBR | ITA |        |        |     |     | –    | 0    |
| 1956 | Ed Walsh                | Kurtis Kraft 500C   | Offenhauser R4 | ARG | MCO     | 500 8  | BEL    | FRA | GBR | DEU | ITA    |        |     |     | –    | 0    |
| 1957 | Roger Wolcott           | Lesovsky            | Offenhauser R4 | ARG | MCO     | 500 NU | FRA    | GBR | DEU | PES | ITA    |        |     |     | –    | 0    |
| 1958 | Roger Wolcott           | Lesovsky            | Offenhauser R4 | ARG | MCO     | NLD    | 500 NU | BEL | FRA | GBR | DEU    | POR    | ITA | MOR | –    | 0    |
| 1959 | Leader Cards Inc.       | Watson              | Offenhauser    | MCO | 500 1   |        |        |     |     |     |        |        |     |     | 10   | 8    |
| 1959 | Leader Cards Inc.       | Kurtis Kraft Midget | Offenhauser    |     |         | NLD    | FRA    | GBR | DEU | POR | ITA    | USA NU |     |     | 10   | 8    |
| 1960 | Leader Cards Inc.       | Watson              | Offenhauser R4 | ARG | MCO     | 500 2  | NLD    | BEL | FRA | GBR | POR    | ITA    | USA |     | 12   | 6    |
| 1963 | Reg Parnell Racing      | Lotus 24            | BRM V8         | MCO | BEL     | NLD    | FRA    | GBR | DEU | ITA | USA NU | MEX    | ZAF |     | –    | 0    |

* – samochód współdzielony z Eddiem Johnsonem